# جيمس روزفلت الأول
جيمس روزفلت الأول (بالإنجليزية: James Roosevelt)‏ هو رائد أعمال أمريكي، ولد في 17 يوليو 1828 في هايد بارك في الولايات المتحدة، وتوفي في 8 ديسمبر 1900 في نيويورك في الولايات المتحدة.